# Whittni Morgan
Whittni Morgan (* 22. Oktober 1997 in Panguitch, Utah als Whittni Orton) ist eine US-amerikanische Leichtathletin, die sich auf den Langstreckenlauf spezialisiert hat.

## Sportliche Laufbahn
Whittni Morgan wuchs in Utah auf und absolvierte bis 2021 ein Studium an der Brigham Young University. Erste internationale Erfahrungen sammelte sie im Jahr 2024, als sie bei den Olympischen Sommerspielen in Paris mit 14:53,57 min im Finale den 14. Platz im 5000-Meter-Lauf belegte. Im Jahr darauf belegte sie bei den Hallenweltmeisterschaften in Nanjing in 8:39,18 min den vierten Platz über 3000 Meter.

## Persönliche Bestleistungen
- 1500 Meter: 4:02,59 min, 20. Juli 2024 in Los Angeles
  - 1500 Meter (Halle): 4:06,52 min, 28. Januar 2023 in New York City
  - Meile (Halle): 4:23,97 min, 28. Januar 2023 in New York
- 3000 Meter: 8:43,39 min, 27. Mai 2022 in Eugene
  - 3000 Meter (Halle): 8:28,03 min, 8. Februar 2025 in New York
- 5000 Meter: 14:53,57 min, 5. August 2024 in Paris
  - 5000 Meter (Halle): 14:48,41 min, 31. Januar 2025 in Boston